# Claire Rafferty
Claire Lauren Rafferty  (* 11. Januar 1989 in Bromley, Vereinigtes Königreich) ist eine englische ehemalige Fußballspielerin. Die Abwehrspielerin stand von 2007 bis 2018 bei den Chelsea Ladies unter Vertrag und spielte dann noch eine Saison für West Ham United. Von 2010 bis 2017 spielte sie gelegentlich für die englische Nationalmannschaft. Sie spielte auf der linken Seite. 

## Karriere

### Vereine
Rafferty begann mit 10 Jahren bei den Kent Magpies. Von 2003 bis 2007 spielte sie bei den Millwall Lionesses und wechselte dann in die Hauptstadt zu den Chelsea Ladies. Hier spielte sie bis einschließlich der Saison 2017/18.
Mit Chelsea gewann sie dreimal die englische Meisterschaft und zweimal den Pokal. In der UEFA Women’s Champions League 2015/16 erreichten sie das Achtelfinale, wo sie nach zwei Niederlagen gegen den VfL Wolfsburg ausschieden. Auch 2016/17 waren die Wölfinnen stärker, diesmal bereits im Sechzehntelfinale, wobei Chelsea nach einer 0:3-Heimniederlage in Wolfsburg noch einen Punkt holen konnte. 2017/18 kamen sie sogar bis ins Halbfinale, unterlagen dort aber wieder zweimal gegen Wolfsburg.
Zur Saison 2018/19 wechselte sie zu West Ham United. Am Ende der Saison, die für die Hammers auf dem siebten Platz endete, gab sie ihr Karriereende bekannt. Sie kehrte daraufhin zu Chelsea zurück, um dort als „partnership sales manager“ zu arbeiten.

### Nationalmannschaften
Rafferty spielte in den englischen U-15-, U-17- und U-19-, U-20 und U-23-Mannschaften, aber mit 15 bereits für die U-19. Sie nahm an der U-20-Fußball-Weltmeisterschaft der Frauen 2008 in Chile teil, wo sie mit England im Viertelfinale gegen den späteren Weltmeister USA mit 0:3 verlor. Am 25. März 2010 debütierte Rafferty beim WM-Qualifikationsspiel gegen Österreich in der englischen Nationalmannschaft. Im Kader für die WM 2011 war sie die Spielerin mit den wenigsten Einsätzen vor der WM. Im Viertelfinale gegen Frankreich wurde sie in der 81. Minute eingewechselt und kam dadurch zu ihrem ersten WM-Einsatz. Im Elfmeterschießen verschoss sie als vorletzte englische Schützin und da auch Faye White als letzte Engländerin verschoss, schied England aus. 
Rafferty wurde in den Kader des Team GB für die Olympischen Spiele 2012 in London berufen. Sie kam aber nur beim Testspiel gegen Schweden am 20. Juli zum Einsatz.
Drei Kreuzbandrisse verhinderten eine höhere Anzahl von Länderspielen. So hatte sie in der Qualifikation für die EM 2013 nur zwei Kurzeinsätze und konnte für die EM nicht berücksichtigt werden.
2015 nahm sie nach zweieinhalb Jahren ohne Länderspiel am Zypern-Cup teil, den England zum dritten Mal gewann, wobei sie nur im Finale zum Einsatz kam. 
Bei der Fußballweltmeisterschaft 2015 in Kanada gehörte sie zum englischen Kader. Sie stand in zwei Gruppenspielen in der Startelf sowie im Achtel-, Viertel- und Halbfinale. Im Spiel um Platz 3, bei dem sie nicht eingesetzt wurde, gelang ihrer Mannschaft erstmals ein Sieg gegen Deutschland. England konnte damit erstmals nach dem WM-Titel der Männer 1966 wieder eine WM-Medaille gewinnen.
2016 nahm sie mit der englischen Mannschaft am erstmals ausgetragenen SheBelieves Cup teil, kam aber nur beim torlosen Remis gegen Frankreich zum Einsatz. Im Januar 2017 hatte sie noch einen Einsatz bei einem torlosen Remis in einem Freundschaftsspiel gegen Schweden.

## Erfolge
- Englische Meisterschaft: 2015, 2017, 2017/2018
- Englische Pokalsiegerin: 2014/2015,  2017/2018
- League Cup Winner 2010
- Zypern-Cup Siegerin 2015
- WM-Dritte 2015